# Porta San Martino (Lecce)
Porta San Martino era una delle quattro porte di accesso al nucleo antico di Lecce.

## Storia
Si trattava probabilmente del varco più antico che si apriva nella cinta muraria di Lecce, praticato in epoca romana o addirittura in età Messapica; costituiva l'ingresso nordorientale a Lecce, in asse con Porta Rudiae, innalzata nella stessa epoca, che si apriva invece sul lato occidentale.
Fu ricostruita tra XV e XVI secolo, in epoca angioina, come suggerito dalla dedica al santo eponimo; probabilmente assunse il suo aspetto definitivo nel 1548, nell'ambito della riorganizzazione delle mura urbiche leccesi. Con Porta San Giusto (poi rinominata Porta Napoli), Porta Rudiae e Porta San Biagio costituiva il sistema di accessi alla città. Pur essendo la più piccola e meno monumentale delle quattro, mantenne nei secoli un'importanza strategica poiché si trovava all'imboccatura della strada che conduceva al porto di San Cataldo, il più vicino alla città. Si ipotizza infatti che fosse conosciuta anche come Porta Salapia, in riferimento al nome latino di tale paese.
La porta era ubicata in corrispondenza dell'attuale incrocio tra via Matteotti e viale XXV Luglio, non distante dal Castello, dalla Basilica di Santa Croce e dall'attiguo Palazzo dei Celestini, al quale era addossata. Nel XVIII secolo il suo terrazzamento a merli risultava adoperato dalla famiglia Cuomo, proprietaria di un palazzo adiacente, come giardino pensile colonnato. Nel 1826 il consiglio decurionale cittadino prese la decisione di demolirla, poiché le sue forme eccessivamente semplici sfiguravano accanto a quelle barocche del Palazzo, nel frattempo divenuto sede della Prefettura. Le ultime rimanenze furono rimosse alla fine dell'anno successivo.

## Descrizione
Ricostruire l'aspetto di Porta San Martino è difficile, poiché ne rimangono poche raffigurazioni, tutte molto precedenti all'epoca della sua distruzione. Si presume che essa avesse conservato forme semplici e classicheggianti, prive di decori e monumentalità: doveva essere costituita da un unico fornice a tutto sesto, bordato con bugne a diamante alla moda rinascimentale. Al di sopra del varco era presente una passatoia a terrazza, collegata alle mura urbiche e, successivamente, ai palazzi che vi vennero costruiti nelle adiacenze.